# Hatulai
Hatulai ist eine osttimoresische Aldeia im Suco Hoholau (Verwaltungsamt Aileu, Gemeinde Aileu). 2015 lebten in der Aldeia 474 Menschen.

## Geographie und Einrichtungen
Die Aldeia Hatulai bildet den Süden des Sucos Hoholau. Nördlich befinden sich die Aldeia Saharai und die Aldeia Mau-Uluria. Im Osten grenzt Hatulai an den Suco Liurai und im Süden und Westen an die Gemeinde Ermera mit ihren Sucos Eraulo (Verwaltungsamt Letefoho) und Lauala (Verwaltungsamt Ermera). Den Grenzfluss zu Ermera bildet der Gleno, ein Nebenfluss des Lóis.
Das Zentrum bildet der Berg Foho Hatulai, der eine Höhe von 1604 m erreicht. An seiner Ostflanke vorbei führt eine Straße, an der entlang sich die Häuser des Ortes Hatulai gruppieren. Hier befindet sich auch die Grundschule Hatulai. Weitere Häuser liegen verstreut westlich des Berges.

## Politik
2023 wurde Francisco Maia zum Chefe de Aldeia gewählt.